# Simbak
Simbak är en ort i Mexiko.   Den ligger i kommunen Tecpatán och delstaten Chiapas, i den sydöstra delen av landet, 700 km öster om huvudstaden Mexico City. Simbak ligger 568 meter över havet och antalet invånare är 111.
Terrängen runt Simbak är huvudsakligen kuperad, men österut är den bergig. Terrängen runt Simbak sluttar västerut. Runt Simbak är det ganska tätbefolkat, med 58 invånare per kvadratkilometer. Närmaste större samhälle är Copainalá, 17,9 km sydost om Simbak. I omgivningarna runt Simbak växer huvudsakligen savannskog.